# Boule de feu (film)
Pour les articles homonymes, voir Boule de feu.
Pour plus de détails, voir Fiche technique et Distribution.

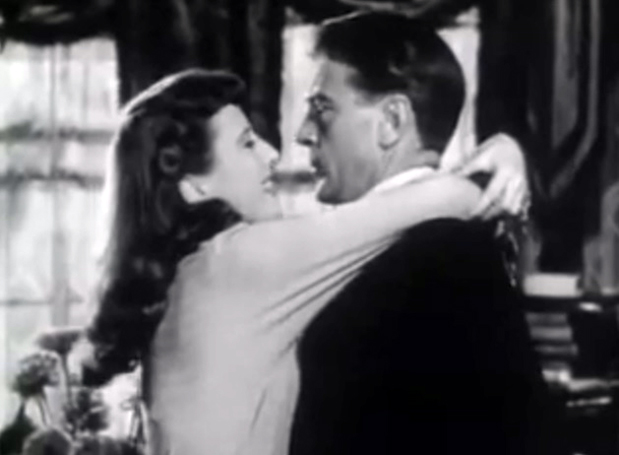
Barbara Stanwyck et Gary Cooper

Boule de feu (Ball of fire ou The Professor and the Burlesque Queen) est un film américain réalisé par Howard Hawks, sorti en 1941.

## Synopsis
Huit professeurs un peu dans la lune rédigent une encyclopédie pour le compte de la généreuse fondation Totten... mais sont bloqués à la lettre "S". Ils sont menacés par Miss Totten qui veut leur couper les vivres s’ils ne bâclent pas dare-dare leur coûteux labeur. Ils parviennent à obtenir un sursis grâce à l'un d'entre eux, le Professeur Bertram Potts. Mais un éboueur vient remettre en cause par son arrivée fortuite l'article de ce dernier, consacré à l’argot. « Je croyais décrire une langue… et je l’ai empaillée. » Il prend la décision d’explorer méthodiquement les moindres recoins de la ville afin de récolter des mots et s'échine à convoquer pour une conférence rigoureusement scientifique quelques hominidés afin de leur tirer les vers du nez. Un des spécimens semble l'intéresser particulièrement pour la richesse de son vocabulaire : Sugarpuss O'Shea. Mais Pottsy ignore qu'elle fricote avec de la mauvaise engeance...

## Fiche technique
- Titre : Boule de feu
- Titre original : Ball of fire
- Réalisation : Howard Hawks, assisté d'Arthur Rosson et John Sherwood (non crédité)
- Scénario : Charles Brackett, Billy Wilder d'après l'histoire From A to Z de Billy Wilder et Thomas Monroe

- Barbara Stanwyck et Gary Cooper entourés des professeursMusique : Alfred Newman

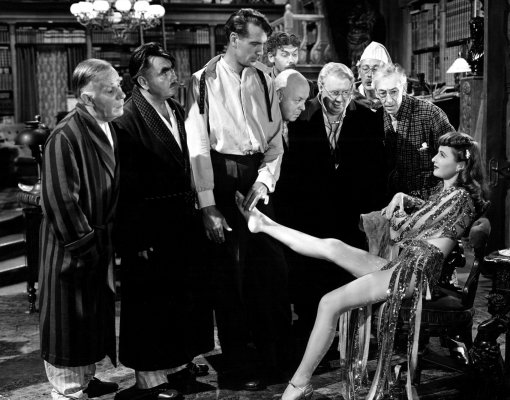
Barbara Stanwyck et Gary Cooper entourés des professeurs

- Direction artistique : Perry Ferguson, McClure Clapps
- Décors : Howard Bristol et Julia Heron (non créditée)
- Costumes : Edith Head costumes de Barbara Stanwyck
- Photographie : Gregg Toland
- Son : Frank Maher, Thomas T. Moulton
- Montage : Daniel Mandell
- Production : Samuel Goldwyn
- Société de production : Samuel Goldwyn Productions
- Société de distribution : 
  - USA : RKO Pictures
  - France : Les Artistes Associés
- Langue : anglais
- Pays d'origine : États-Unis
- Format : 35 mm, Noir et blanc
- Genre : Comédie
- Durée : 111 minutes
- Dates de sortie : 
  - États-Unis 2 décembre 1941
  - France 21 août 1948

## Distribution
- Gary Cooper (VF : Richard Francœur) : le professeur Bertram Potts
- Barbara Stanwyck (VF : Lita Recio) : Sugarpuss O'Shea
- Dana Andrews (VF : René Fleur) : Joe Lilac
- Dan Duryea (VF : Michel André) : Duke Pastrami, homme de main de Lilac
- Ralph Peters (VF : Jean Lemarguy) : Asthma Anderson, homme de main de Lilac
- Oskar Homolka (VF : Henri Ebstein) : le professeur Gurkakof
- Henry Travers (VF : Pierre Morin) : le professeur Jerome
- S. Z. Sakall (VF : Georges Chamarat) : le professeur Magenbruch
- Tully Marshall (VF : Henry Valbel) : le professeur Robinson
- Leonid Kinskey : le professeur Quintana
- Richard Haydn : le professeur Oddly
- Aubrey Mather (VF : Maurice Porterat) : le professeur Peagram
- Kathleen Howard (VF : Mona Dol) : miss Bragg
- Mary Field : miss Totten
- Charles Lane (VF : Jean-Henri Chambois) : Larsen, l'assistant de miss Totten
- Allen Jenkins : l'éboueur
- Elisha Cook Jr. : le serveur au nightclub
- Otto Hoffman : le concierge du théâtre

## Autour du film

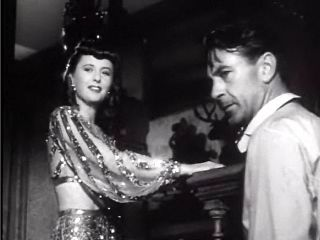
Barbara Stanwyck et Gary Cooper

- Le producteur Samuel Goldwyn emprunta Billy Wilder et Charles Brackett à la Paramount Pictures dans l’espoir que le duo de scénaristes trouve, pour sa star Gary Cooper, un bon sujet aussi prestigieux que leurs précédents films[1]. En effet, le tandem avait déjà travaillé avec succès sur certaines des plus célèbres comédies des années 1930 comme La Huitième Femme de Barbe-Bleue, La Baronne de minuit, Ninotchka... La Paramount accepta avec en contrepartie le « prêt » de Gary Cooper pour tourner Pour qui sonne le glas[1]. Après avoir cherché un scénario parmi ceux proposés par Goldwyn, Wilder se souvint d’une histoire de quatorze pages qu’il avait coécrite avec Thomas Monroe alors qu’il était en Europe. Intitulée « De A à Z »[2], l’histoire contait la rencontre d’une chanteuse de cabaret avec huit professeurs en train de rédiger une encyclopédie. Le professeur Potts coincé avec le mot « argot » (slang en anglais) accepte l’emménagement de la chanteuse dans leur maison, étant « experte » dans le langage « châtié ». Mais l’histoire va se compliquer quand son fiancé, un gangster, se manifeste. 
Goldwyn trouva l’histoire bonne et elle fut tout de suite adaptée à Gary Cooper[2]. L'acteur exigea qu'Howard Hawks réalise le film[3] et Goldwyn arriva à un accord avec le réalisateur pour un salaire de 100 000 dollars[3] bien qu’il soient en froid depuis l’éviction de Hawks du tournage du Vandale[3]. Le choix de l’actrice posa plus de problèmes et plusieurs actrices furent sollicitées. Ginger Rogers, toute auréolée de son oscar qu’elle vient de remporter pour un rôle dramatique Kitty Foyle, trouve le personnage de Sugarpuss O’Shea trop frivole et le refuse. Carole Lombard n’aime ni le sujet ni le rôle. Jean Arthur, la star de la Columbia, que son patron Harry Cohn ne veut pas « prêter ». De toute façon Hawks ne souhaite pas la diriger de nouveau se souvenant sans doute de ses dissensions avec elle au sujet de l'interprétation de son rôle dans Seuls les anges ont des ailes. Des essais furent tournés avec Betty Field, jeune actrice de 23 ans ainsi qu’avec Lucille Ball. Encore une fois c’est Gary Cooper qui suggère un nom, Barbara Stanwyck qui venait juste d’être sa partenaire dans une comédie dramatique de Frank Capra L'Homme de la rue, une suggestion que tout le monde trouva idéale[2].
- Billy Wilder qui n’avait réalisé qu’un seul film et en France, Mauvaise Graine en 1934 avec Danielle Darrieux, était devenu l’un des scénaristes les plus recherchés d’Hollywood du début des années 1940. Pourtant impatient de retourner à la réalisation, il se laissa convaincre par le producteur Samuel Goldwyn de travailler une dernière fois comme scénariste. Le salaire proposé par le producteur y est sans doute pour beaucoup, Wilder recevra pour son histoire (coécrite avec Thomas Monroe) 7 500 dollars et pour le scénario 79 800 dollars[2]. Hawks ne s’inquiète pas pour le scénario pensant que le tandem scénaristique va l’aider à atteindre la perfection[3] et déclara même que Brackett et Wilder étaient « de superbes scénaristes qui pouvaient tirer quelque chose de bon de presque n’importe quoi. »[2]
- Gregg Toland, le directeur de photographie, venait de tourner Citizen Kane et avait déjà collaboré avec Howard Hawks notamment dans Les Chemins de la gloire et Le Vandale. Dans une scène du film, où Potts déclare son amour pour Sugarpuss dans un bungalow, la nuit, Hawks désirait dans l’obscurité ne voir que les yeux de Barbara Stanwyck, le réalisateur fut impressionné de la solution trouvée par Toland. Il grima le visage de l’actrice tout de noir en ne laissant briller que ses yeux dans la pénombre[4].
- Hawks fit la remarque que leur histoire ressemblait à celle de Blanche-Neige et les Sept Nains[2]. Les professeurs étant au nombre de sept, les acteurs se sont prêtés au jeu de se faire photographier assis devant l’affiche de Blanche-Neige et les Sept Nains, chacun sous le personnage du nain lui correspondant le mieux. S. Z. Sakall - Simplet ; Leonid Kinskey - Atchoum ; Richard Haydn - Timide ; Henry Travers - Dormeur ; Aubrey Mather - Joyeux ; Tully Marshall - Grincheux ; Oskar Homolka - Prof[4].
- Hawks réalise un remake de son film sous la forme d'une comédie musicale, Si bémol et Fa dièse.

## Récompenses et distinctions
- Nommé aux Oscars dans quatre catégories en 1942 :
  - Meilleure actrice : Barbara Stanwyck
  - Meilleur scénario original : Thomas Monroe et Billy Wilder
  - Meilleure musique : Alfred Newman
  - Meilleur son : Thomas T. Moulton